# Les Comes (Puig-reig)

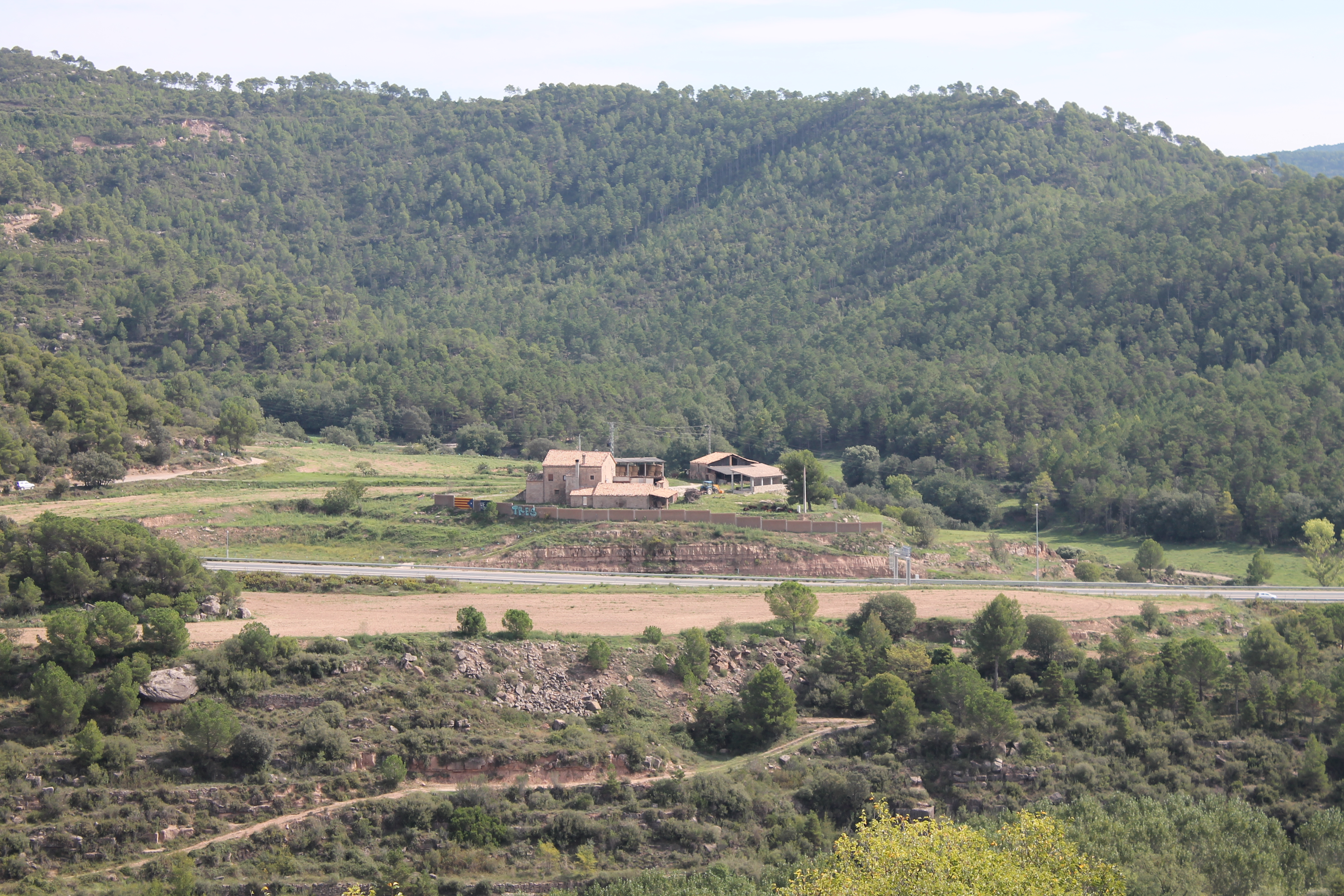
Les Comes des del Castell de Puig-reig

Les Comes (antigament Sescomes, en ortografia antiga Ces Comes) és una masia de Puig-reig, al Berguedà, d'origen medieval, remarcable pel fet de ser la casa pairal de la família d'Arnau Sescomes i de Romeu Sescomes. Ha estat proposada per ser declarada Bé Cultural d'Interès Local (BCIL) si bé fins al moment present no disposa de cap protecció especial.

## Descripció
Masia de dimensions mitjanes, que conserva l'estructura originària, construïda sobre la roca natural. Conté elements constructius afegits en diferents èpoques. El cos residencial originari és de planta rectangular, amb planta baixa, pis i sotacoberta. Al voltant d'aquest cos central s'hi han afegit diversos coberts més baixos, tot formant un pati davanter o barri. La part més antiga de la casa és a l'angle sud-est, tal com encara s'observa en les traces del parament de la façana principal. Posteriorment l'edifici s'amplià cap al costat de ponent i de tramuntana, i també es va sobrealçar. La coberta és a dues vessant i de teula àrab, amb el carener perpendicular a la façana principal. Els murs són fets amb petits carreus més o menys disposats en filades. Les obertures són fetes amb llindes i brancals. La façana principal està orientada a migdia i té poques obertures, entre elles un portal adovellat. A l'interior la casa conserva l'estructura originària, amb voltes de pedra a la planta baixa i el primer pis distribuït al voltant de la sala. Es conserven dos forns de pa. El de construcció més recent, situat a l'angle nord-est, tenia més capacitat i ha conservat la cambra de cocció amb la seva cúpula. A la façana de tramuntana la casa té adossats dos cossos amb dues tines cadascun i les corresponents escales per accedir-hi. Al costat nord-est hi ha una petita bassa i al sud-est la pallissa: una construcció molt interessant feta en dues fases i sobrealçada. A la llinda d'una porta interior de l'antiga façana oest hi consta la data de 1846.

## Història
Masia originària de l'època medieval, de la qual surt la família Sescomes, que foren batlles del castell de Puig-reig pels templers i els hospitalers. D'aquesta masia n'és fill l'arquebisbe Arnau Sescomes (antigament escrit Cescomes o Ces Comes), el qual va ser un important personatge del món eclesiàstic i polític català del segle xiv. Va ser canonge de Barcelona, bisbe de Lleida i arquebisbe de Tarragona; ambaixador del rei Jaume II i conseller del rei Pere III el Cerimoniós. L'any 1312, en el concili en què es decidia la sort dels templers a Catalunya, hi defensà la tesi més benigna, que finalment s'imposà. Els templers eren reconeguts innocents de tota heretgia i només es van confiscar els seus béns.
El mas de les Comes va tenir una important activitat agrària en el període de consolidació dels masos en època moderna i durant l'apogeu de la vinya. Segons indica una llinda, al segle xix la casa es devia ampliar. El besavi de l'actual propietari, de cognom Guixer, era originari de Fígols i va adquirir la masia probablement a la segona meitat del segle xix, amb la intenció que li servís com a refugi per a la transhumància dels ramats a l'hivern.